# دیرک بارت
دیرک بارت (انگلیسی: Dirk Baert؛ زادهٔ ۱۴ فوریهٔ ۱۹۴۹) ورزشکار دوچرخه‌سواری پیست اهل بلژیک است.
وی در مسابقات کشوری و بین‌المللی در مجموع برندهٔ ۱ مدال طلا، ۲ مدال برنز شده‌است.